# Conselve
Conselve – miejscowość i gmina we Włoszech, w regionie Wenecja Euganejska, w prowincji Padwa.
Według danych na rok 2004 gminę zamieszkiwało 8968 osób, 373,7 os./km².

## Miasta partnerskie
- Jászberény